# COLLECTOR NUMBER.5
『COLLECTOR NUMBER.5』（コレクター ナンバー・ファイブ）は、ザ・コレクターズ(THE COLLECTORS)のメジャー5作目のオリジナル・アルバム。

## 概要
1991年1月にメンバーのリンゴ田巻とチョーキーとしはるが脱退。その後阿部耕作と小里誠が加入し、ザ・コレクターズはテイチクエンタテインメントのレーベル「BAIDIS」から日本コロムビアのレーベル「TRIAD」に移籍。新生ザ・コレクターズとして活動を続けてからは初めて発表されたアルバム。ピチカート・ファイヴの小西康陽がプロデューサーを務めた。
2004年にザ・コレクターズのアルバム11作品が紙ジャケ仕様でリマスタリングされ、再発売された中の1つである。この作品の再発盤にはボーナストラックが2曲収められている。収録時間は通常盤の67分に対し、再発盤は74分にわたる。通常盤と再発盤ではジャケット・デザインが異なる。

## 収録曲
- 全曲作詞・作曲：加藤ひさし

1. おねがいホーキング博士
2. SEE-SAW
2ndシングル
3. 王様がいっぱい
4. ロバになる前に
5. 暗闇の男
6. カメレオン・ダイナマイト
7. ゴルフはいかが?
8. きみの素敵な金時計
9. 二人
10. ハレツするボク
11. 太陽幻夢
12. あてのない船
13. 1991
14. ジェットパイロットの夢

紙ジャケット再発盤ボーナス・トラック
1. Collector No.5
2ndシングル「SEE-SAW」に収録
2. シャドウマン ~Konishi Yasuharu remix~
2ndシングル「SEE-SAW」に収録